# Burák (kůň)

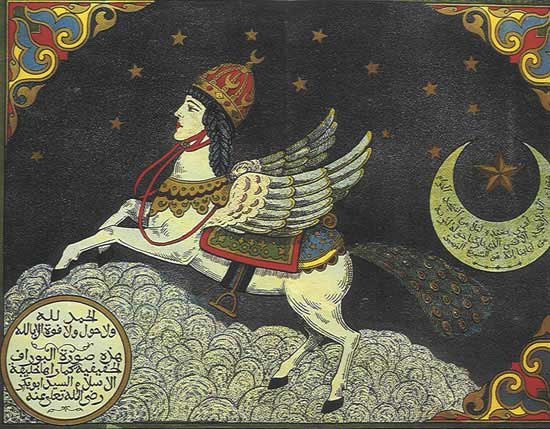
Burák na mughalské miniatuře ze 17. století

Burák (arabsky البُراق‎, al-Burāq – doslova „blesk“) je v islámské mytologii nebeský okřídlený oř, který vozil proroky. Nejznámější je příběh o proroku Mohamedovi, kde Burák přenesl Mohameda z Mekky do Jeruzaléma a zpět během Noční cesty, zvané také Isrá a Mi'rádž, která je popsána v Koránu v súře Al-Isrá´. Burák je často zobrazován jako kůň s lidskou hlavou v perském a indickém umění, ale z raných islámských zdrojů ani z hadísů takový popis nevyplývá.